# كلارا كليغورن هوفمان
كلارا كليغورن هوفمان (بالإنجليزية: Clara Cleghorn Hoffman)‏ هي ناشِطة أمريكية، ولدت في 18 يناير 1831 في دي كالب في الولايات المتحدة، وتوفيت في 13 فبراير 1908.